# Райня, Николае
Никола́е Ра́йня (рум. Nicolae Rainea; 19 ноября 1933, Брэила — 1 апреля 2015, Галац) — румынский футбольный судья.

## Карьера
Был судьёй на трёх чемпионатах мира по футболу (1974, 1978, 1982), в финале чемпионата Европы по футболу 1980 года, в ответном матче Суперкубка УЕФА 1978 года и в ответном матче финала Кубка УЕФА 1978 года.
Райня стал почётным гражданином Галаца, где он проживал. В этом городе футбольный стадион назван его именем (с 2011 года). В 2008 году получил Орден «За верную службу».

## Личная жизнь
Был членом Социал-демократической партии Румынии.
В 2011 году отпраздновал золотую свадьбу. У его есть сын и дочь, живущие в Швеции.